# Cooktown
Cooktown es una ciudad australiana en el nordeste del estado de Queensland, junto a la desembocadura del río Endeavour, en el parque nacional Río Endeavour, en la península del Cabo York. El descubrimiento de la zona se remonta al viaje de James Cook y su encuentro con una gran cultura australiana en junio de 1770, la tribu aborigen Guugu Yimithirr. Ante el encuentro, Cook escribiría más tarde:

Ha sido feliz para nosotros tener a mano un lugar de refugio; pronto hubiéramos tenido el barco inoperativo, y es remarcable que en todo el curso de nuestro viaje no hubiéramos visto ningún lugar que en nuestras presentes circunstancias nos pudiera permitir algún alivio.
Teniente James Cook

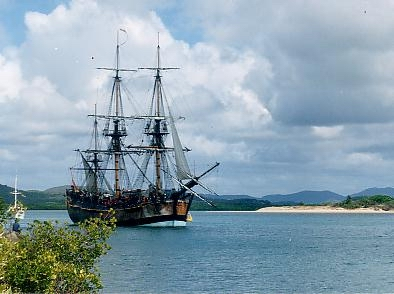
Réplica del HMB Endeavour en el puerto de Cooktown.

La tripulación del maltrecho barco de Cook, el Endeavour, dedicó siete semanas a sus reparaciones, y se inició el contacto con los aborígenes, así como la observación de su fauna y flora, siendo en un punto cercano donde se hizo el primer avistamiento de canguros por europeos (Grassy Hill). La zona tuvo para los naturalistas de la expedición un especial interés botánico, algo que incluso actualmente lo sigue manteniendo.
La siguiente expedición no fue hasta 1819-20, realizada por Phillip Parker King con propósitos naturalistas (especialmente botánicos). En 1886 se intentó recuperar parte de la carga arrojada al mar por el Endeavour, en concreto sus cañones, para rendirle un homenaje exponiéndolos en la ciudad, aunque no fueron encontrados. En el siglo XIX los chinos jugaron un papel fundamental en el desarrollo de la ciudad, que llegaron a ella inicialmente como buscadores de oro, aunque luego abrirían tiendas para suplir los servicios necesarios para la extracción, pasando por mercados de alimentos como fruta, arroz o verduras.
Ya en el siglo XX, durante la Segunda Guerra Mundial, Cooktown fue un importante centro de logística aérea. La ciudad se evacuó ante una posible invasión debido al avance japonés por el norte en 1942. Su aeródromo jugó un papel importante en la batalla del mar del Coral.
Desde los años 1950, la ciudad se ha mantenido en declive, disminuyendo su población hasta los 2.000 habitantes (unos 4.000 más si contamos la población a la que presta servicio en las inmediaciones, como centro logístico histórico).